# Vicenza Calcio 2010-2011
Questa voce raccoglie le informazioni riguardanti il Vicenza Calcio nelle competizioni ufficiali della stagione 2010-2011.

## Stagione
Nella stagione 2010-2011 il Vicenza disputa il 33º campionato di Serie B della sua storia. Dopo una prima parte di campionato discreta con 5 vittorie nelle prime dieci giornate, il Vicenza del confermato Rolando Maran inizia ad inanellare una serie di vittorie nel girone di ritorno, che portano la squadra al quinto posto in classifica, in lotta per i Play-off. La corsa alla Serie A viene però vanificata da una nuova flessione di rendimento, che fa sprofondare il Vicenza a metà classifica, la quota salvezza viene raggiunta alla penultima giornata battendo (1-0) e condannando alla retrocessione matematica la Triestina. Protagonista di questa stagione vicentina è stato il reggiano Elvis Abbruscato arrivato dal Torino nello scambio con Alessandro Sgrigna, che ha firmato 19 reti fondamentali per raggiungere la salvezza. A fine campionato arriva la rescissione del contratto con l'allenatore Rolando Maran, a cui subentra Silvio Baldini con un contratto annuale per la prossima stagione.

## Divise e sponsor
La maglia ha strisce biancorosse larghe, tre rosse e due bianche, la "R" è in blù, come lo sponsor Banca Popolare di Vicenza.
| Casa | Trasferta |

## Organigramma societario
Area direttiva
- Presidente: Sergio Cassingena → Danilo Preto (dal 27 ottobre 2010)
- Vice Presidente: Tiziano Cunico
- Amministratore delegato: Danilo Preto

Area tecnica
- Allenatore: Rolando Maran
- Allenatore in seconda: Massimo Beghetto
- Preparatore atletico: Ilario Stragliotto
- Preparatore dei portieri: Enzo Biato

Area sanitaria
- Responsabile sanitario: Giovanni Ragazzi
- Medico sociale: Sergio Ferasin
- Massaggiatori: Vanni Salata, Daniele Petroni

## Rosa
Rosa e numerazione sono aggiornate all'8 gennaio 2011.
In corsivo i calciatori non facenti più parte della rosa, ma iscritti a referto durante la stagione.
| N. |                    | Ruolo | Calciatore           |
| -- | ------------------ | ----- | -------------------- |
| 1  | Italia (bandiera)  | P     | Alberto Frison       |
| 4  | Italia (bandiera)  | D     | Marco Zanchi         |
| 5  | Italia (bandiera)  | D     | Michelangelo Minieri |
| 6  | Italia (bandiera)  | A     | Gianvito Misuraca    |
| 7  | Italia (bandiera)  | P     | Danilo Russo         |
| 8  | Brasile (bandiera) | A     | José Carlos Alemão   |
| 9  | Italia (bandiera)  | A     | Mattia Minesso       |
| 10 | Italia (bandiera)  | A     | Elvis Abbruscato     |
| 11 | Italia (bandiera)  | A     | Giacomo Tulli        |
| 12 | Italia (bandiera)  | P     | Paolo Acerbis        |
| 13 | Italia (bandiera)  | D     | Nicolas Giani        |
| 14 | Italia (bandiera)  | D     | Raffaele Schiavi     |
| 15 | Italia (bandiera)  | C     | Matteo Paro          |
| 16 | Francia (bandiera) | A     | Alain Pierre Baclet  |
| 17 | Ghana (bandiera)   | C     | Amidu Salifu         |

| N. |                    | Ruolo | Calciatore               |
| -- | ------------------ | ----- | ------------------------ |
| 18 | Italia (bandiera)  | C     | Fausto Rossi             |
| 19 | Italia (bandiera)  | D     | Daniele Martinelli       |
| 20 | Italia (bandiera)  | C     | Edoardo Braiati          |
| 22 | Italia (bandiera)  | C     | Luca Di Matteo           |
| 23 | Italia (bandiera)  | C     | Nicola Dal Bosco         |
| 25 | Brasile (bandiera) | D     | Felipe Henrique Da Silva |
| 30 | Brasile (bandiera) | C     | Diego Santos Oliveira    |
| 32 | Italia (bandiera)  | D     | Denis Tonucci            |
| 33 | Italia (bandiera)  | D     | Alessandro Bastrini      |
| 39 | Italia (bandiera)  | C     | Evans Soligo             |
| 77 | Italia (bandiera)  | C     | Stefano Botta            |
| 79 | Italia (bandiera)  | A     | Davide Gavazzi           |
| 92 | Messico (bandiera) | P     | José Rocchi              |
| 99 | Marocco (bandiera) | A     | Rachid Arma              |
|    | Italia (bandiera)  | P     | Pierluigi Frattali       |

## Risultati

### Serie B

#### Girone di andata
| Arbitro: | Baracani (Firenze) |

|                                    |           |  |
| Pettinari 4’ Tiribocchi 33’ (rig.) | Marcatori |  |

| Arbitro: | Massa (Imperia) |

|                                            |           |              |
| Baclet 5’, 45+1’ Abbruscato 61’ Alemão 87’ | Marcatori | 20’ Altinier |

| Arbitro: | Guida (Torre Annunziata) |

|                |           |                                  |
| Alessandro 20’ | Marcatori | 35’ (rig.) Abbruscato 82’ Alemão |

| Vicenza 11 settembre 2010, ore 15:00 CEST 4ª giornata | Vicenza                           | 0 – 0 referto | Livorno | Stadio Romeo Menti (4.395 spett.)\| Arbitro: \| Candussio (Cervignano del Friuli) \| |
| Arbitro:                                              | Candussio (Cervignano del Friuli) |               |         |                                                                                      |

| Arbitro: | Velotto (Grosseto) |

|                               |           |                |
| Bruno 55’ (rig.) De Falco 68’ | Marcatori | 70’ Martinelli |

| Arbitro: | Calvarese (Teramo) |

|                |           |  |
| Abbruscato 29’ | Marcatori |  |

| Arbitro: | Giacomelli (Trieste) |

|                                             |           |                               |
| Missiroli 22’ Campagnacci 62’ Bonazzoli 67’ | Marcatori | 3’ Bastrini 32’ (rig.) Baclet |

| Arbitro: | Giancola (Vasto) |

|              |           |  |
| Bastrini 69’ | Marcatori |  |

| Arbitro: | Pinzani (Empoli) |

|                              |           |                     |
| R. Bianchi 83’ (rig.), 90+2’ | Marcatori | 20’ (aut.) De Vezze |

| Arbitro: | Ostinelli (Como) |

|                |           |  |
| Abbruscato 12’ | Marcatori |  |

| Arbitro: | Guida (Torre Annunziata) |

|                                       |           |  |
| González 6’ M. Rigoni 35’ Bertani 73’ | Marcatori |  |

| Arbitro: | Candussio (Cervignano del Friuli) |

|  |           |             |
|  | Marcatori | 7’ Carrozza |

| Arbitro: | Cervellera (Taranto) |

|                                    |           |             |
| Cacia 31’, 63’, 69’ T. Bianchi 83’ | Marcatori | 37’ Schiavi |

| Arbitro: | Gallione (Alessandria) |

|                          |           |                       |
| Schiavi 25’ Misuraca 70’ | Marcatori | 44’ Sestu 89’ Marrone |

| Arbitro: | Velotto (Grosseto) |

|               |           |               |
| Çani 51’, 66’ | Marcatori | 9’ Abbruscato |

| Arbitro: | Ciampi (Roma) |

|                            |           |                |
| Abbruscato 44’ Braiati 48’ | Marcatori | 52’ Di Gennaro |

| Arbitro: | Massa (Imperia) |

|                |           |                             |
| De Giorgio 42’ | Marcatori | 41’ Abbruscato 58’ Misuraca |

| Arbitro: | Baratta (Salerno) |

|                |           |  |
| Abbruscato 75’ | Marcatori |  |

| Arbitro: | Giacomelli (Trieste) |

|             |           |  |
| Mengoni 26’ | Marcatori |  |

| Arbitro: | Merchiori (Ferrara) |

|                          |           |  |
| Abbruscato 12’ Botta 15’ | Marcatori |  |

| Arbitro: | Nasca (Bari) |

|             |           |                |
| D. Moro 53’ | Marcatori | 60’ Abbruscato |

#### Girone di ritorno
| Arbitro: | Doveri (Roma) |

|             |           |                |
| Schiavi 74’ | Marcatori | 72’ Tiribocchi |

| Arbitro: | Giancola (Vasto) |

|                 |           |  |
| Scozzarella 44’ | Marcatori |  |

| Arbitro: | Ruini (Reggio Emilia) |

|  |           |             |
|  | Marcatori | 55’ Defendi |

| Arbitro: | Ciampi (Roma) |

|  |           |            |
|  | Marcatori | 67’ Soligo |

| Arbitro: | Bagalini (Fermo) |

|                |           |               |
| Abbruscato 75’ | Marcatori | 47’ Catellani |

| Arbitro: | Baratta (Salerno) |

|  |           |           |
|  | Marcatori | 61’ Botta |

| Arbitro: | Gallione (Alessandria) |

|  |           |             |
|  | Marcatori | 45’ Cosenza |

| Arbitro: | Nasca (Bari) |

|                    |           |                |
| Mendicino 88’, 90’ | Marcatori | 10’ Martinelli |

| Arbitro: | Guida (Torre Annunziata) |

|                       |           |  |
| Abbruscato 29’ (rig.) | Marcatori |  |

| Arbitro: | Corletto (Castelfranco Veneto) |

|                           |           |                         |
| Cocco 45+1’ C. Zenoni 62’ | Marcatori | 78’ Abbruscato 88’ Paro |

| Arbitro: | Ciampi (Roma) |

|              |           |  |
| Bastrini 89’ | Marcatori |  |

| Arbitro: | Doveri (Roma) |

|            |           |  |
| Pesoli 19’ | Marcatori |  |

| Arbitro: | Ostinelli (Como) |

|                                          |           |             |
| Abbruscato 46’ G. Tulli 83’ Misuraca 90’ | Marcatori | 70’ Zammuto |

| Arbitro: | Baracani (Firenze) |

|                |           |  |
| Sestu 22’, 36’ | Marcatori |  |

| Arbitro: | Cervellera (Taranto) |

|                  |           |             |
| Abbruscato 90+1’ | Marcatori | 52’ Gilioli |

| Arbitro: | Pinzani (Empoli) |

|                                                           |           |             |
| Martinelli 25’ (aut.) El Shaarawy 38’ De Paula 62’, 90+3’ | Marcatori | 76’ Cellini |

| Arbitro: | Merchiori (Ferrara) |

|                |           |                        |
| Abbruscato 27’ | Marcatori | 47’ Vintetot 55’ Đurić |

| Arbitro: | Velotto (Grosseto) |

|                                                     |           |  |
| Santoruvo 10’ Terranova 52’ Sansone 67’ (rig.), 78’ | Marcatori |  |

| Arbitro: | Candussio (Cervignano del Friuli) |

|                                  |           |                         |
| Abbruscato 47’ Arma 90+3’ (rig.) | Marcatori | 74’ Olivi 77’ Sansovini |

| Arbitro: | Tozzi (Ostia Lido) |

|  |           |                |
|  | Marcatori | 47’ Abbruscato |

| Arbitro: | Giancola (Vasto) |

|                |           |             |
| Abbruscato 29’ | Marcatori | 45’ Brugman |

### Coppa Italia
| Arbitro: | Giacomelli (Trieste) |

|                              |           |                     |
| Soligo 7’ Sgrigna 29’ (rig.) | Marcatori | 14’ (rig.) Clemente |

| Arbitro: | Romeo (Verona) |

|              |           |  |
| F. Rossi 63’ | Marcatori |  |

| Arbitro: | Gervasoni (Mantova) |

|                                 |           |            |
| Toni 87’ (rig.), 92’ Destro 97’ | Marcatori | 63’ Salifu |

## Statistiche

### Statistiche di squadra
| Competizione | Punti | In casa | In casa | In casa | In casa | In casa | In casa | In trasferta | In trasferta | In trasferta | In trasferta | In trasferta | In trasferta | Totale | Totale | Totale | Totale | Totale | Totale | DR  |
| Competizione | Punti | G       | V       | N       | P       | Gf      | Gs      | G            | V            | N            | P            | Gf           | Gs           | G      | V      | N      | P      | Gf     | Gs     | DR  |
| ------------ | ----- | ------- | ------- | ------- | ------- | ------- | ------- | ------------ | ------------ | ------------ | ------------ | ------------ | ------------ | ------ | ------ | ------ | ------ | ------ | ------ | --- |
| Serie B      | 54    | 21      | 10      | 7       | 4       | 26      | 16      | 21           | 5            | 2            | 14           | 18           | 38           | 42     | 15     | 9      | 18     | 44     | 54     | -10 |
| Coppa Italia | -     | 2       | 2       | 0       | 0       | 3       | 1       | 1            | 0            | 0            | 1            | 1            | 3            | 3      | 2      | 0      | 1      | 4      | 4      | 0   |
| Totale       | -     | 23      | 12      | 7       | 4       | 29      | 17      | 22           | 5            | 2            | 15           | 19           | 41           | 45     | 17     | 9      | 19     | 48     | 58     | -10 |